# Mjösjön (Sunne socken, Jämtland)
Mjösjön är en sjö i Östersunds kommun i Jämtland och ingår i Indalsälvens huvudavrinningsområde. Sjön har en area på 0,112 kvadratkilometer och ligger 345 meter över havet. Sjön avvattnas av vattendraget Månstaån.

## Delavrinningsområde
Mjösjön ingår i det delavrinningsområde (699290-143683) som SMHI kallar för Mynnar i Näkten. Medelhöjden är 382 meter över havet och ytan är 39,09 kvadratkilometer. Det finns ett avrinningsområde uppströms, och räknas det in blir den ackumulerade arean 50,13 kvadratkilometer. Månstaån som avvattnar avrinningsområdet har biflödesordning 3, vilket innebär att vattnet flödar genom totalt 3 vattendrag innan det når havet efter 282 kilometer. Avrinningsområdet består mestadels av skog (54 procent), jordbruk (12 procent) och sankmarker (23 procent). Avrinningsområdet har 0,61 kvadratkilometer vattenytor vilket ger det en sjöprocent på 1,6 procent.